# Wikimania
Wikimania är en internationell konferens som Wikimedia Foundation sedan 2005 årligen har organiserat på olika platser, i samarbete med lokala Wikimediaföreningar. Vid konferensen behandlas Wikimedia-projekt som Wikipedia och andra wikier, men även öppen programvara och annat som kan relateras till fritt innehåll.
Från och med 2011 koras vinnaren i Årets Wikimedian vid Wikimania.

## Innehåll

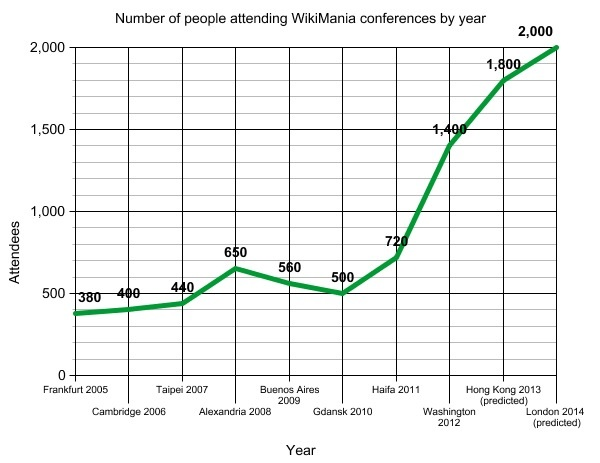
Deltagarutveckling 2005–2014.

Wikimanias logotyp.

Evenemanget, ibland benämnt ”Wikipedias årsmöte”, är utformat som ett forum för aktiva wikipedianer för diskussion om bland annat strategier för de olika Wikimedia-projekten. Regelmässiga teman är nya tekniska metoder, projektens inriktning, nya applikationer och samarbete, kvalitetssäkringsåtgärder, licensfrågor samt den aktuella utvecklingen och allmänhetens uppfattning om projekten.

## Konferenser
| Konferens      | Datum              | Plats                         | Kontinent   | Deltagare     |
| -------------- | ------------------ | ----------------------------- | ----------- | ------------- |
| Wikimania 2005 | 5–7 augusti 2005   | Frankfurt am Main, Tyskland   | Europa      | 380           |
| Wikimania 2006 | 4–6 augusti 2006   | Cambridge, Massachusetts, USA | Nordamerika | 400           |
| Wikimania 2007 | 3–5 augusti 2007   | Taipei, Taiwan                | Asien       | 440           |
| Wikimania 2008 | 17–19 juli 2008    | Alexandria, Egypten           | Afrika      | 625           |
| Wikimania 2009 | 26–28 augusti 2009 | Buenos Aires, Argentina       | Sydamerika  | 559           |
| Wikimania 2010 | 9–11 juli 2010     | Gdańsk, Polen                 | Europa      | 500           |
| Wikimania 2011 | 4–7 augusti 2011   | Haifa, Israel                 | Asien       | 600           |
| Wikimania 2012 | 12–15 juli 2012    | Washington, D.C., USA         | Nordamerika | 1 400         |
| Wikimania 2013 | 7–11 augusti 2013  | Hongkong, Kina                | Asien       | 700           |
| Wikimania 2014 | 6–10 augusti 2014  | London, Storbritannien        | Europa      | 1 762         |
| Wikimania 2015 | 17–19 juli 2015    | Mexico City, Mexiko           | Nordamerika | 800           |
| Wikimania 2016 | 24–26 juni 2016    | Esino Lario, Italien          | Europa      | 1 200         |
| Wikimania 2017 | 11–13 augusti 2017 | Montréal, Kanada              | Nordamerika | 900           |
| Wikimania 2018 | 18–22 juli 2018    | Kapstaden, Sydafrika          | Afrika      | 700           |
| Wikimania 2019 | 14–18 augusti 2019 | Stockholm, Sverige            | Europa      | 1 000 (prel.) |
| Wikimania 2020 | Inställd           |                               |             |               |
| Wikimania 2021 | 13–17 augusti 2021 | Online                        |             |               |
| Wikimania 2022 | 11–14 augusti 2022 | Online                        |             |               |
| Wikimania 2023 | 15–20 augusti 2023 | Singapore och online          | Asien       |               |
| Wikimania 2024 | 6–10 augusti 2024  | Katowice, Polen               | Europa      |               |

### 2005
| Konferensdelar från Wikimania 2005 (Frankfurt am Main) respektive 2006 (Cambridge, Massachusetts). |  | Konferensdelar från Wikimania 2005 (Frankfurt am Main) respektive 2006 (Cambridge, Massachusetts). |
| Konferensdelar från Wikimania 2005 (Frankfurt am Main) respektive 2006 (Cambridge, Massachusetts). |  | |

Den första konferensen hölls 1–7 augusti 2005 i Frankfurt am Main, Tyskland. Det var ungefär 25 utvecklare som samlades för fyra ”hackardagar”, för att arbeta med kod och diskutera de tekniska aspekterna med MediaWiki och Wikimedia-projekt. Huvudkonferensen startade fredagen den 5 augusti och pågick under helgen, det vill säga 5–7 augusti. Bland talarna under konferenshelgen märktes Jimmy Wales, Ross Mayfield, Ward Cunningham och Richard Stallman. Stallman föreläste på ämnet "Copyright and community in the age of computer networks". Konferensen var huvudsakligen på engelska men hade också inslag på tyska.

### 2006
2006 hölls Wikimania i Cambridge, Massachusetts, i USA 6–8 augusti. Konferensen hade 400–500 deltagare

Talare vid konferensen var bland andra Jimmy Wales, Lawrence Lessig, Brewster Kahle, Yochai Benkler, Mitch Kapor, Ward Cunningham och David Weinberger. 
Wales tal skildrades av nyhetsbyrån Associated Press och spreds internationellt. Wales beskrev hur Wikipedia utvecklats från när han “suttit i pyjamas” ("sitting in his pajamas") till ett moget företag, där kvaliteten kommit att få företräde före kvantiteten.

### 2007
| Gruppfoto med volontärer 2007 (Taipei) – avslutande gruppfoto 2008 (Alexandria). |  | Gruppfoto med volontärer 2007 (Taipei) – avslutande gruppfoto 2008 (Alexandria). |
| Gruppfoto med volontärer 2007 (Taipei) – avslutande gruppfoto 2008 (Alexandria). |  |                                                                                  |

Den tredje Wikimania-konferensen hölls mellan 3 och 5 augusti 2007 i Taipei, Taiwan. Konferensen blev den första med en träningskurs för frivilligarbete. Erbjudanden om att hålla konferensen fanns också från London, Alexandria och Turin.
Den amerikanska dagstidningen The New York Times rapporterade att konferensen hade ungefär 440 deltagare, med något mer än hälften från Taiwan. Workshoppar vid konferensen gällde praktiska frågor som hur man samarbetar och betydelsen av ”experter” i ett projekt där vem som helst kan delta och delta även anonymt.

### 2008
Wikimania 2008 var den fjärde Wikimania-konferensen. Den gick av stapeln mellan 17 och 19 juli 2008 i Bibliotheca Alexandrina i Alexandria, Egypten och hade 650 deltagare från 45 länder. Alexandria var platsen för det forntida Biblioteket i Alexandria.
Tre städer fans föreslagna för konferensen. De båda andra var Atlanta och Cape Town. Förslag på Karlsruhe, London och Toronto lämnades också in, men drogs senare tillbaka. Ett upprop till bojkott av Wikimania 2008 gjordes på grund av den censur som förekom under Mubarak-regimen och också fängslande av bloggare.

### 2009
| Deltagare under Wikimania 2009 (Buenos Aires) – gruppbild från 2010 (Gdańsk). |  | Deltagare under Wikimania 2009 (Buenos Aires) – gruppbild från 2010 (Gdańsk). |
| Deltagare under Wikimania 2009 (Buenos Aires) – gruppbild från 2010 (Gdańsk). |  |                                                                               |

Den femte konferensen hölls mellan 26 och 28 augusti 2009 i Buenos Aires, Argentina, med 559 deltagare. Valet av konferensstad 2009 stod mellan Buenos Aires, Toronto, Brisbane och Karlsruhe, där det slutliga valet mellan Buenos Aires och Toronto föll på den argentinska huvudstaden.

### 2010
Wikimania 2010 var den sjätte Wikimania-konferensen och anordnades vid Polska baltiska filharmonin i Gdańsk, Polen mellan 9 och 11 juli 2010. Starten den 9 juli överlappade avslutningen för WikiSym (numera OpenSym) som också hölls i Gdańsk. Amsterdam och Oxford hade också ansökt om konferensen men föll med liten marginal. Konferensen bevistades av ungefär 500 deltagare från 67 länder.
Detta blev den första konferensen med ett fokus på kulturen hos värdnationen. Filharmoniorkestern uppförde en konsert till tioårsminnet av den polske kompositören Władysław Szpilmans bortgång och premiären för dokumentärfilmen Truth in Numbers? uppmärksammades. Vid konferensen framhöll VD för Wikimedia Foundation Sue Gardner att målsättningen var att öka antalet besökare till Wikimedias sajter från 371 miljoner till 680 miljoner under de närmaste fem åren.

### 2011
| Utfrågning av Wikimedia Foundations styrelse 2011 (Haifa) – gruppfoto från 2012 (Washington, D.C.). |  | Utfrågning av Wikimedia Foundations styrelse 2011 (Haifa) – gruppfoto från 2012 (Washington, D.C.). |
| Utfrågning av Wikimedia Foundations styrelse 2011 (Haifa) – gruppfoto från 2012 (Washington, D.C.). |  | |

2011 hölls Wikimania i Haifa, Israel 4-7 augusti. Konferensen hade 600 deltagare. Huvudtalare var Yochai Benkler och Joseph Reagle. Konferensen hade fem parallella spår och hölls i Haifa Auditorium och det närliggande Beit Hecht cultural center på Karmelberget.
Detta var första året som Jimmy Wales utnämnde Årets Wikipedian vid Wikimania.

### 2012
Wikimania 2012 var den åttonde Wikimania-konferensen och hölls mellan 12 och 15 juli 2012 vid George Washington University i Washington, D.C. Det blev nytt deltagarrekord med mer än 1400 deltagare från 87 länder.
I anslutning till Wikimania 2012 anordnade USA:s utrikesdepartement en konferens, Tech@State:Wiki.Gov som behandlade hur wikis kunde användas inom offentlig sektor.
Wikipedias grundare Jimmy Wales inledningstalade kring protesterna mot två aktuella amerikanska lagförslag, SOPA och PIPA. Han fastslog att Wikimedia håller sig politiskt neutralt utom beträffande frågor som riskerar att kringskära dess egen verksamhet.

### 2013
| Gruppfoto från 2013 (Hongkong) – gruppfoto från 2014 (London). |  | Gruppfoto från 2013 (Hongkong) – gruppfoto från 2014 (London). |
| Gruppfoto från 2013 (Hongkong) – gruppfoto från 2014 (London). |  |                                                                |

Wikimania 2013 var den nionde Wikimania-konferensen. Den hölls mellan 7 och 11 augusti 2013 vid Hongkongs polytekniska universitet (PolyU) i Hongkong med 700 deltagare från 88 länder. Övriga städer som kandiderade för konferensen var London, Bristol, Neapel och Surakarta.
En del av eventet hölls i Hongkongs högsta byggnad, International Commerce Centre. Avslutningsceremonin var ett strandparty vid Shek O Wan. Ämnen för konferensen var den sneda könsfördelningen bland Wikipedias skribenter, framför allt i engelskspråkiga Wikipedia och Jimmy Wales förslag att börja använda krypteringsstandarden Transport Layer Security för Wikipedias sidor.

### 2014
Wikimania 2014 var den tionde Wikimania-konferensen och hölls mellan 8 och 10 augusti 2014 vid kulturcentrat Barbican Centre i London, England, sedan London valts som konferensort i maj 2013 före Arusha, Tanzania. Huvudtalare var dåvarande generalsekreterare för människorättsorganisationen Amnesty International Salil Shetty.
Konferensen var också den första med deltagande av den nyutnämnda verksamhetschefen för Wikimedia Foundation Lila Tretikov.
Konferensen hade fem teman förutom det årliga 'State of the Wiki'. Dessa teman var: “Social Machines”, “The future of Education”, “Democratic Media”, “Open Scholarship” och “Open Data”. Konferensen dokumenterades av det amerikanska nyhetsmagasinet 60 Minutes i programmet 'Wikimania'.

### 2015
| Gruppfoto från 2015 (Mexico City) – gruppfoto från 2016 (Esino Lario). |  | Gruppfoto från 2015 (Mexico City) – gruppfoto från 2016 (Esino Lario). |
| Gruppfoto från 2015 (Mexico City) – gruppfoto från 2016 (Esino Lario). |  |                                                                        |

Wikimania 2015, som var den elfte Wikimania-konferensen, hölls mellan den 15 och 19 juli 2015 vid Hotel Hilton Mexico City Reforma i Mexico City i Mexiko. Andra platser som kandiderade för konferensen var Arusha och Dar es-Salaam i Tanzania, Bali, i Indonesien, Kapstaden, i Sydafrika,  Esino Lario i Italien och Monastir i Tunisien.

### 2016
Wikimania 2016 var den tolfte Wikimania-konferensen och hölls mellan den 24 och 26 juni 2016 med angränsande event 21–28 juni i bergsbyn Esino Lario i italienska delen av Alperna. Esino Lario hade erbjudit värdskap även för 2015 Wikimania och fick alltså värdskapet vid andra försöket. Det blev därmed den första Wikimania-konferensen som inte hölls i en större stad. Knappt 1400 deltagare från drygt 70 länder väntades delta.
Övriga orter som sökte värdskapet 2016 var Atlantic City och St. Louis i USA, Chennai i Indien, Dar es-Salaam i Tanzania och Manila i Filippinerna. Under konferensen offentliggjordes Katherine Maher som ny verksamhetschef för Wikimedia Foundation.

### 2017
| Gruppfoto från avslutningsceremonin 2017 (Montréal) – gruppfoto från 2018 (Kapstaden). |  | Gruppfoto från avslutningsceremonin 2017 (Montréal) – gruppfoto från 2018 (Kapstaden). |
| Gruppfoto från avslutningsceremonin 2017 (Montréal) – gruppfoto från 2018 (Kapstaden). |  |                                                                                        |

Wikimania 2017 var den trettonde Wikimania-konferensen. Den hölls vid Le Centre Sheraton Hotel i Montréal i Kanada, mellan 9 och 13 augusti 2017. Evenemanget hölls under Kanadas 150-årsfirande som konfederation, i Montréal som firade 375-årsjubileum som stad. Arrangörer var Wikimedia Foundation i samarbete med Wikimedia Canada.

### 2018
Den fjortonde Wikimania-konferensen hölls i Kapstaden, Sydafrika mellan 18 och 22 juli 2018, vid Cape Sun Southern Sun Hotel. Temat för konferensen var "Bridging Knowledge gaps: the Ubuntu way forward" (ungefär ”Att överbrygga kunskapsglappet: Framåt med Ubuntu”). Det var första gången Wikimania hölls i Subsahariska Afrika och första gången konferensen hade ett genomgående tema. Det var andra gången Wikimania hölls i Afrika och på södra halvklotet.
Cirka 700 deltagare väntades delta i konferensen.

### 2019

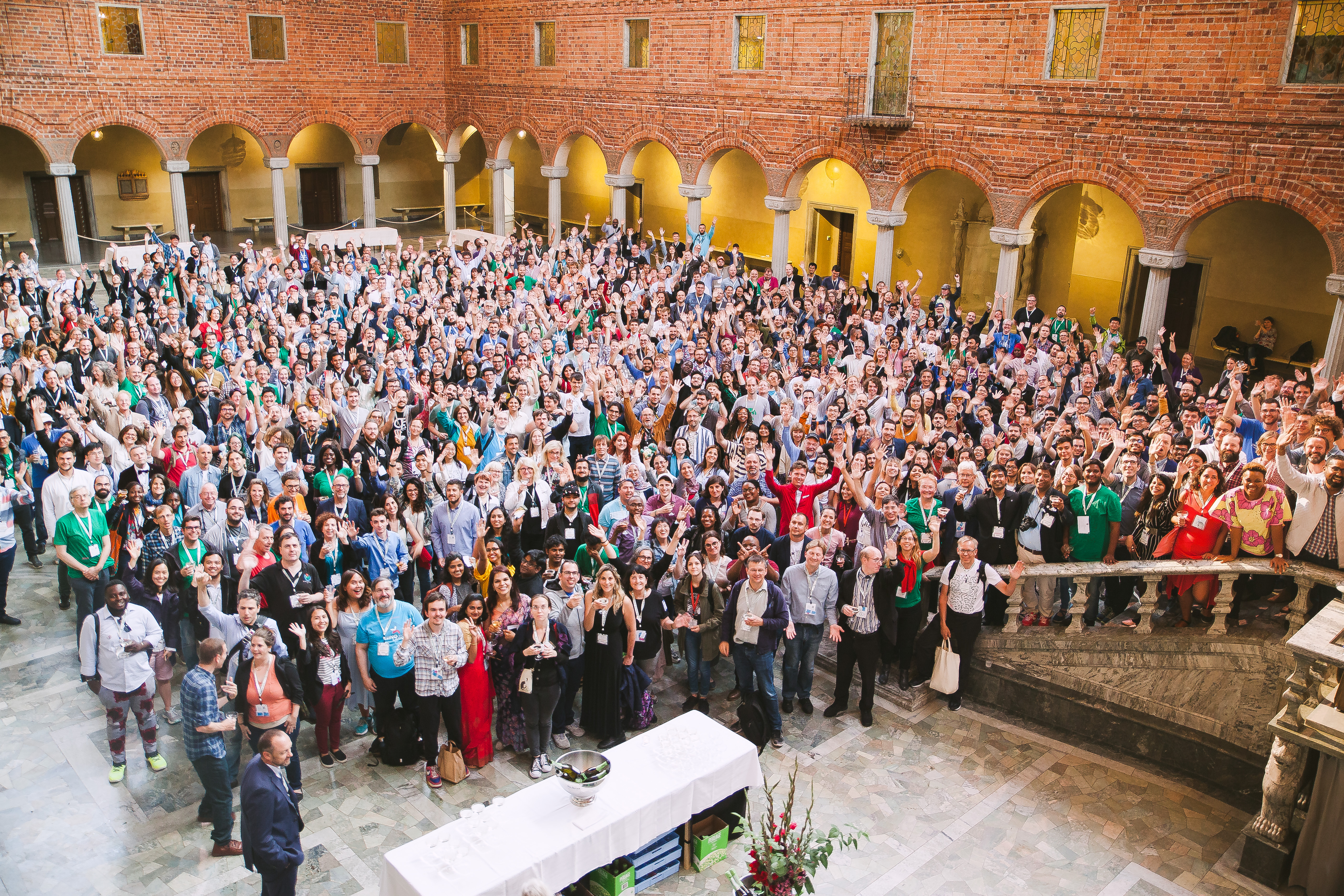
Gruppfoto i Blå hallen 2019 (Stockholm).

Wikimania 2019, den femtonde Wikimania-konferensen, hölls på Stockholms universitet i Stockholm, den 14–18 augusti. Arrangörer var Wikimedia Foundation och föreningen Wikimedia Sverige. Temat var "Starkare tillsammans: Wikimedia, fri kunskap och de Globala målen". Ett av konferensens femton spår spelades in av Utbildningsradion. Cirka 1000 deltagare förväntades delta i konferensen.

### 2020–2022
Wikimania 2020 var planerad att hållas 5-9 augusti 2020 i Bangkok i Thailand. Den 20 mars 2020 meddelades det att konferensen sköts upp till ett senare tillfälle under 2021, till följd av Coronaviruspandemin.
Åren 2021 och 2022 hölls konferensen online till följd av pandemin.